# Abu Darda
Abu Darda (arab. أبو دردة) – wieś w Syrii, w muhafazie Hama. W 2004 roku liczyła 486 mieszkańców.